# 小行星2538
小行星2538（2538 Vanderlinden）是一颗围绕太阳公转的小行星。1954年10月30日，西維恩·阿蘭德在于克勒发现了此天体。
該小行星以比利時天文學家亨利·范德林登（Henri Vanderlinden）命名。
这颗小行星的绝对星等为28.77549350746821等。